# 白水胖
白水 胖（しろうず ゆたか）は新規開拓事業、いわゆるベンチャービジネスの評論家である。
大分県出身、九州大学中退。
知人のゴーストライターをしたことがきっかけで、出版会にデビュー。以前は東京都新宿区に事務所「情報空間ヴォイド」を本拠地として活動していた。
もともとは小説家志望で、商業誌にＳＦ小説を載せていたこともある。
かつては、多く著書を出した。また日刊ゲンダイへ連載をしていたこともあり、テレビや週刊誌といったメディアに出演することもしばしばあった。
画家の山本貞とは交友関係にあり、猫をもらったことがある。
現在栃木県宇都宮市に在住。